# Deutsches Forum für Figurentheater und Puppenspielkunst

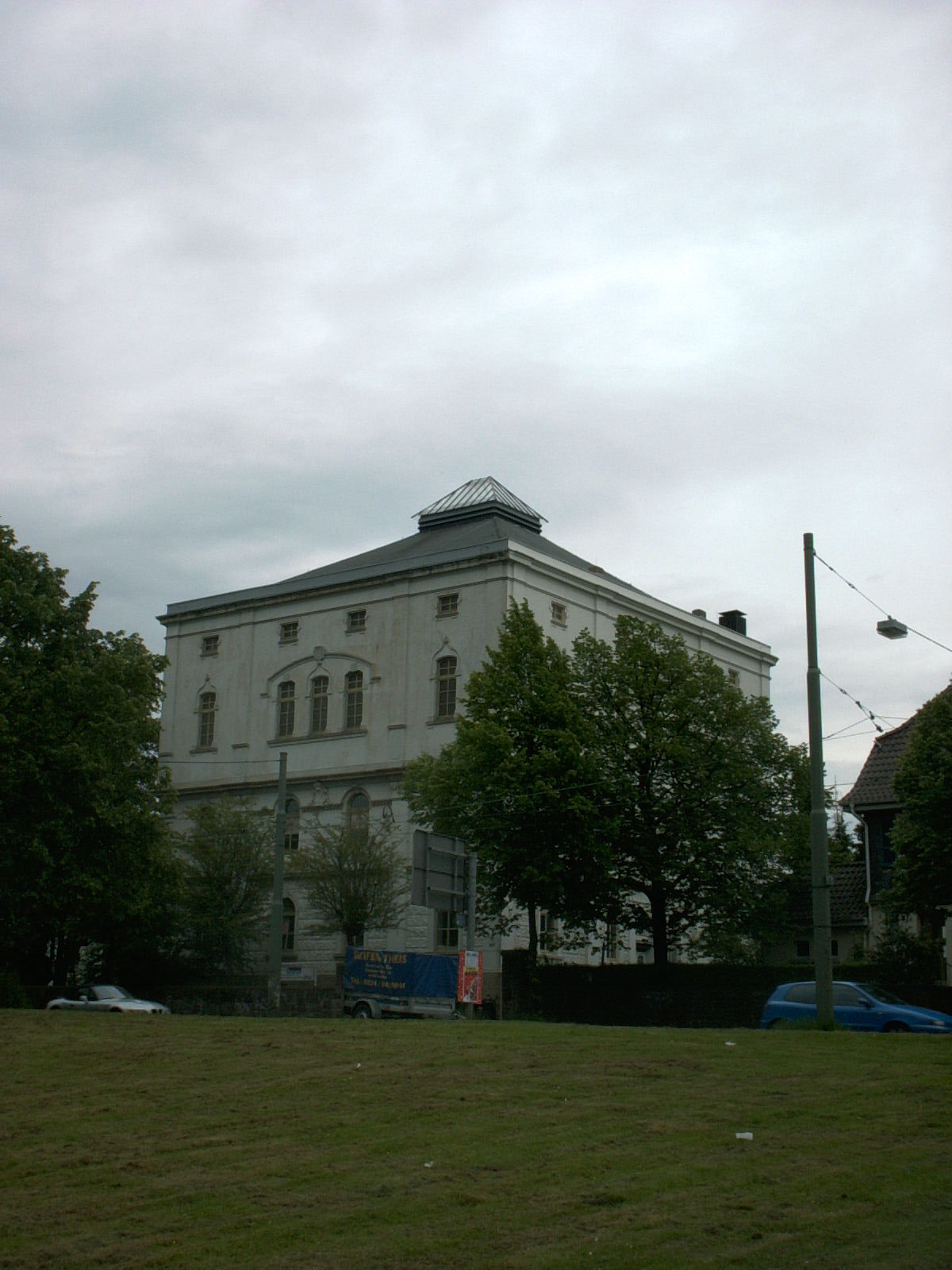
Sitz des Deutschen Forums für Figurentheater und Puppenspielkunst in einem Wasserturm

Das Deutsche Forum für Figurentheater und Puppenspielkunst e.V. in Bochum ist eine Einrichtung zur Förderung der Belange des Puppen-, Figuren- und Objekttheaters. Es wurde 1992 als Nachfolger des 1950 vom Verleger Fritz Wortelmann (1902–1976) initiierten und 1991 geschlossenen Deutschen Instituts für Puppenspiel gegründet.

## Beschreibung
Das Deutsche Forum für Figurentheater und Puppenspielkunst e.V. (dfp) fungiert als Anlaufstelle und Informationsbörse für Theater oder einzelne Puppenspieler, Regisseure, Szenografen und andere Künstler, für Museen und Hochschulen, Verbände, Journalisten oder sonstige Interessierte aus aller Welt. Das dfp engagiert sich deutschlandweit für die Puppenspielkunst in allen ihren Erscheinungsformen. Dazu gehören – in einem weit gefassten Verständnis des Begriffs – neben dem klassischen Puppentheater und Schauspiel mit Figuren, Puppen oder Masken auch das Objekttheater, Materialtheater, visuelles Theater, Schattentheater oder Trickfilm.
Wichtigste Veranstaltung des dfp ist das seit 1958 in Bochum stattfindende internationale Festival FIDENA (Figurentheater der Nationen). Ebenfalls in Bochum richtet das dfp den Wettbewerb um den Fritz-Wortelmann-Preis der Stadt Bochum für den professionellen Nachwuchs und das Amateurfigurentheater aus. Daneben werden Symposien, Arbeitstreffen, Seminare und Workshops in Bochum oder mit Kooperationspartnern an anderen Orten organisiert.
Das Deutsche Forum für Figurentheater und Puppenspielkunst publiziert Bücher und gibt in Zusammenarbeit mit dem Verlag „Theater der Zeit“ eine Fachzeitschrift heraus: double – Magazin für Puppen-, Figuren- und Objekttheater. Seit 2011 betreibt das dfp ein Internetportal für das gesamte deutsche Figurentheater.

## Sitz
Die Einrichtung hat ihren Sitz im Wasserturm Bochum-Weitmar, Hattinger Straße 467, der in den Jahren 1902 bis 1903 erbaut wurde. Die oberen Etagen beherbergen große Tanks, erwecken jedoch den Anschein befensterte Wohnräume zu sein. Durch diese Verschleierungsarchitektur wirkt das heutige Baudenkmal durch seine Außenfassade wie eine Villa.
Hier steht eine Präsenzbibliothek mit Fachbüchern, Theater- und Hochschulveröffentlichungen zum Thema sowie einer großen Zahl internationaler und deutscher Puppentheater-Zeitschriften für interessierte Nutzer bereit. Weiterhin werden Mitschnitte von Inszenierungen, Fotos, Festival- und Theaterprogramme, Rezensionen und andere Dokumente aus dem Bereich Puppentheater gesammelt und archiviert. Das Dokumentationszentrum ist nach Absprache zugänglich. Es wird zudem jährlich ein Stipendium ausgeschrieben, das jungen Wissenschaftlern oder Künstlern einen Forschungsaufenthalt in Bochum ermöglicht.